# Vanadium(IV)-oxiddichlorid
Vanadium(IV)-oxiddichlorid ist eine anorganische chemische Verbindung des Vanadiums aus der Gruppe der Oxychloride.

## Gewinnung und Darstellung
Vanadium(IV)-oxiddichlorid kann durch Reaktion von Vanadium(V)-oxid mit Vanadium(III)-chlorid und Vanadium(V)-oxidtrichlorid gewonnen werden.
{\displaystyle \mathrm {V_{2}O_{5}+3\ VCl_{3}+VOCl_{3}\longrightarrow 6\ VOCl_{2}} }
Ebenfalls möglich ist die Darstellung durch Reaktion Vanadium(III)-oxidchlorid mit Vanadium(V)-oxidtrichlorid.

## Eigenschaften
Vanadium(IV)-oxiddichlorid ist ein hygroskopischer Feststoff mit glänzenden grünen Kristallen. Seine Kristallstruktur ist orthorhombisch mit der Raumgruppe Immm (Raumgruppen-Nr. 71), a = 384,2 pm, b = 1176,1 pm, c = 338,3 pm. Wässrige salzsaure Lösungen von Vanadium(IV)-oxiddichlorid erhält man durch Lösen von Vanadium(IV)-chlorid in Wasser oder durch Erhitzen von Vanadium(V)-oxid mit überschüssiger konzentrierter Salzsäure und Vertreiben der Hauptmenge des HCl-Überschusses durch Einengen. Die hierbei erfolgende Abspaltung von Chlor kann durch Zufügen schwacher Reduktionsmittel, wie Alkohol oder Schwefelwasserstoff, sehr gefördert werden.

## Verwendung
Vanadium(IV)-oxiddichlorid ist ein starkes Reduktionsmittel und wird zur Reinigung von Chlorwasserstoff von Arsen verwendet.